# سرودهای مخالف ارکسترهای بزرگ ندارند
سرودهای مخالف ارکسترهای بزرگ ندارند کتابی سه جلدی به نویسندگی مسعود کیمیایی است که در سال ۱۳۹۴ توسط انتشارات اختران منتشر شده است.

## داستان
این کتاب داستان گم‌شدن عجیب دختر یک خانواده است.

## شخصیت‌ها
- فرهاد
- فضلی
- مرتضی
- آقاخان (کاظم اندیشه‌خواه)
- خانم‌جان
- شراره
- سامان
- ولی‌خان
- مونا
- سرهنگ
- صفدر
- کتایون
- راحله
- سعید
- عاطفه
- فرنوش
- گیلان
- صنم
- آرش
- کارآگاه گودرزی
- فروغ